# حب للجميع (فلم)
حب للجميع  فيلم دراما مصري للمخرج عبد الرحمن شريف  صدر عام 1965 عن قصة للروائي الأمريكي جورج كوفمان، أعدها للسينما وكتب السيناريو محمد عبد الجواد وكتب الحوار عبد المنعم مدبولي. الفيلم من بطولة:  فاتن الشوباشي، يوسف فخر الدين، سميحة توفيق، محمد رضا، وميمي شكيب  وتدور الأحداث حول الشابة سعدية التي تقع في حب ابن صاحب الشركة التي تعمل بها في وظيفة بسيطة وتعيش في أسرة فقيرة، وتجد نفسها وسط قضية عامة عن المساواة بين الطبقات.
صدر الفيلم إلى دور العرض المصرية في 26 مايو 1965.
منح موقع قاعدة بيانات الأفلام العربية «السينما.كوم» الفيلم درجة 5/ 10.

## طاقم التمثيل
فاتن الشوباشي: في دور سعدية
يوسف فخر الدين: في دور فتحي (ابن مدير الشركة)
محمد رضا: في دور إسماعيل بك السناطيري (مدير الشركة)
سميحة توفيق: في دور نجفة (شقيقة سعدية)
عزيزة حلمي: في دور أمينة (والدة سعدية)
شفيق نور الدين: في دور شلبي الشبكشي (جد سعدية)
أحمد الجزيري: في دور درويش المحلاوي (والد سعدية)
ميمي شكيب: في دور ألفت هانم البتنوني (زوجة إسماعيل مدير الشركة)
عبد المنعم مدبولي: في دور داوود (زوج نجفة)
إبراهيم قدري: في دور المارشال
محسن حسنين: في دور عم أحمد (ساعي الشركة)
محمد إدريس: في دور مصطفى (سفرجي بيت مدير الشركة)
بالاشتراك مع: حسين إسماعيل – رشاد حامد – عواطف رمضان – زينب نصار – أنور مدكور – ميرفت خطاب – عواطف رمضان – شوشو عزالدين (الراقصة)

## أحداث الفيلم
تعيش الشابة سعدية (فاتن الشوباشي) في حي شعبي وبيت صغير يجمع والدها درويش المحلاوي (أحمد الجزيري) بائع لعب الأطفال، ووالدتها أمينة (عزيزة حلمي) وشقيقتها نجفة (سميحة توفيق) التي تحاول احتراف الرقص، وزوج شقيقتها داوود (عبد المنعم مدبولي) مؤلف الشعر والزجل وعازف «البيانولا»، بالإضافة للجد شلبي الشبكشي (شفيق نور الدين). تخرج سعدية، صباح كل يوم، من بيتها لتجد حبيبها فتحي (يوسف فخر الدين) في انتظارها في سيارته الفارهة ليصطحبها إلى الشركة التي تعمل بها بوظيفة سكرتيرة، وهي نفس الشركة التي يديرها إسماعيل بك السناطيري (محمد رضا) والد فتحي، ويعمل فتحي أيضا بها ولكنه يدعي عدم وجود علاقة تجمعه بسنية وذلك حسب طلبها. أصدر جمال عبد الناصر مجموعة قوانين، في بداية الستينات من القرن 20، تهدف إلى تأميم الشركات والمؤسسات الخاصة لتصبح مملوكة للدولة ويتحدث الفيلم عن تأميم الشركة التي يعمل بها أبطال الفيلم حيث يخبر إسماعيل بك نجله فتحي بما حدث من ألفت هانم (ميمي شكيب) وغضبها عندما علمت بقوانين تأميم الشركات وخاصة أنها هي صاحبة الأموال المستثمرة في شركتهم. يؤيد فتحي قوانين التأميم التي تهدف إلى المصلحة العامة وعدم النظر للمصلحة الخاصة، ومن ناحية أخرى تحاول والدته، ألفت هانم، تزويجه من سوسن ابنة الباشا الأسبق «فيظي». يجتمع مجلس إدارة الشركة ويرى إجماع الحاضرين ضرورة إخفاء مجموعة من المشاريع الجديدة، كانت على وشك أن تبدأ، عن أعين لجنة الجرد التي سوف تبدأ قريباً في جرد ممتلكات الشركة ومشاريعها وتحويلها إلى القطاع العام، ويرفض فتحي. يطلب فتحي من حبيبته سعدية تقديمه لأسرتها كبداية لخطبتها، وتحذره سعدية من أن أسرتها فقيرة ولن توافق أسرته على هذا الزواج الغير متكافئ. يذهب فتحي بصحبة والده ووالدته إلى بيت سعدية لطلب يدها ولكن الشرطة تهاجم البيت وتلقي القبض على الجميع لوصول بلاغ يفيد بأن درويش المحلاوي، والد سعدية، يقوم بصناعة المفرقعات وبيعها للأطفال. يبيت إسماعيل بك وسط المجرمين بينما تبيت ألفت هانم وسط العاهرات في قسم الشرطة، وتصبح هذه الحادثة السبب الأقوى لرفض ألفت هانم تزويج نجلها لفتاة من أسرة وضيعة تسببت في حجزهم في «التخشيبة». يذهب الجد شلبي إلى إسماعيل بك لإقناعه بتزويج فتحي لحفيدته سعدية ولكنه يرفض وتحدث مناظرة بين تاريخ العائلات التي بدأت كلها من حرف يدوية لتصل إلى الثراء. وتتواصل هذه المناظرة بين إسماعيل وألفت هانم حيث يذكرها بأنه كان يريد أن يصبح موسيقياً ولكن أسرته رفضت ويسارع إلى بيت سعدية ويقف وسط أسرتها يعزف الموسيقى بينما داوود يلعب على البيانولا، وترقص نجفة الرقص البلدي ويشاركها الرقص فتحي وسعدية وتحضر ألفت هانم لتشاهد هذا المشهد الهزلي وما يحدث بينما يعزف داوود لحن أغنية «والله زمان يا سلاحي» التي كانت لحن السلام الجمهوري المصري وقتها.

## وصلات خارجية
- حب للجميع على موقع الدهليز
- حب للجميع على موقع قاعدة بيانات الأفلام العربية
- حب للجميع على موقع الدهليز
- حب للجميع على موقع كاروهات

https://www.lavanguardia.com/peliculas-series/peliculas/movie-972268 نسخة محفوظة 5 أكتوبر 2022 على موقع واي باك مشين. حب للجميع (فلم)